# Południowy Kolejowy Półpierścień Petersburga
Południowy Kolejowy Półpierścień Petersburga (ros. Южное железнодорожное полукольцо Петербурга) – towarowa linia kolejowa w Rosji łącząca stację Rybackoje ze stacją Awtowo. Łączy one wszystkie linie dochodzące do miasta od południa z portem morskim Petersburg.
Stacja Rybackoje zarządzana jest przez region petersburski, a pozostały odcinek przez region petersbursko-witebski Kolei Październikowej (część Kolei Rosyjskich). 
Linia w całości położona jest w Petersburgu. Na całej długości jest zelektryfikowana i jednotorowa.

## Historia
W wyniku zmiany ośrodków pozyskiwania surowców przez Rosję, spowodowanych sankcjami i blokadami nałożonymi na imperium carskie podczas I wojny światowej oraz związanymi z tym zmianami kierunków transportu towarów, węzeł piotrogrodzki stał się przeciążony. Specjalna komisja Ministerstwa Dróg Żelaznych przedstawiła w 1915 projekt przebudowy węzła, obejmujący także budowę nowej linii obwodowej na południu miasta. Prace rozpoczęto w 1916 jednak trudności społeczno-gospodarcze jakie przechodził znajdujący się w stanie wojny kraj, uniemożliwiły ich zakończenie. Rewolucja październikowa i kryzys gospodarczy spowodowały znacznie zmniejszenie ruchu kolejowego i w konsekwencji brak potrzeby rozbudowy węzła. W związku z tym w 1918 budowę linii wstrzymano.
Do projektu powrócono pod koniec lat 20., gdy zwiększył się eksport przez port w Leningradzie. W 1929 rozpoczęto budowę linii, wykorzystując nasypy powstałe w latach 1916-1918. Projekt linii został uproszczony w stosunku do projektu z 1915. Linia była oddawana fragmentarycznie, a liczne opóźnienia nie pozwoliły na jej ukończenie przed wybuchem II wojny światowej. W 1942 już oddany do użytku fragment linii został częściowo rozebrany pod budowę fortyfikacji.
Po wojnie w związku wchłonięciem przez ZSRR państw bałtyckich i ich portów, linia ponownie straciła na znaczeniu. Stopniowa odbudowa zaczęła się dopiero w latach 70. Po rozpadzie ZSRR i utracie portów państw bałtyckich, w latach 2001-2002 linia przeszła rekonstrukcję.
Linia początkowo leżała w Związku Sowieckim. Od 1991 znajduje się w granicach Rosji.